# Argentinië op de Olympische Zomerspelen 1928

## Medailles
| Sport | Olympiër | Onderdeel           | Medaille |
| --- | --- | ------------------- | -------- |
| Boksen | Víctor Avendaño | -79,4kg (m)         | Goud     |
| Boksen | Arturo Rodríguez | +79,4kg (m)         | Goud     |
| Zwemmen | Alberto Zorrilla | 400m vrije slag (m) | Goud     |
| | |                     |          |
| Boksen | Víctor Peralta | -57,2kg (m)         | Zilver   |
| Boksen | Raúl Landini | -66,7kg (m)         | Zilver   |
| Voetbal | \| Voetbalelftal \| Voetbalelftal \| \| --------------------------------------------------------------------------------------------------------------------------------------------------------------------------------------------------------------------------------------------------------------------------------------- \| ------------- \| \| Ludovico Bidoglio Ángel Bossio Saúl Calandra Alfredo Carricaberry Roberto Cherro Octavio Díaz Juan Evaristo Manuel Ferreira Enrique Gainzarain Angel Segundo Médici Luis Monti Rodolfo Orlandini Raimundo Orsi Fernando Paternoster Feliciano Perducca Domingo Tarasconi Adolfo Zumelzú \| \| | mannen              | Zilver   |
| | |                     |          |
| Schermen | Raúl Anganuzzi Héctor Lucchetti Luis Lucchetti Roberto Larraz Carmelo Camet | floret team (m)     | Brons    |
| Voetbalelftal | |                     |          |
| Ludovico Bidoglio Ángel Bossio Saúl Calandra Alfredo Carricaberry Roberto Cherro Octavio Díaz Juan Evaristo Manuel Ferreira Enrique Gainzarain Angel Segundo Médici Luis Monti Rodolfo Orlandini Raimundo Orsi Fernando Paternoster Feliciano Perducca Domingo Tarasconi Adolfo Zumelzú | |                     |          |

## Resultaten

### Atletiek
| Olympiër           | Discipline         | Resultaat    | Prestatie                                             |
| ------------------ | ------------------ | ------------ | ----------------------------------------------------- |
| Eduardo Albe       | 100m (m)           | 12e          | serie 4: 6e 2e ronde 5: 2e halve finale 1: 6e in 11,0 |
| Juan Bautista Pina | 100m (m)           | series       | serie 5: 1e in 11,0                                   |
| Alberto Barucco    | 100m (m)           | series       | serie 11: 3e                                          |
| Alberto Barucco    | 200m (m)           | 2de ronde    | serie 9: 2e 2e ronde 5: 3e                            |
| Juan Bautista Pina | 200m (m)           | series       | serie 11: 3e                                          |
| Serafín Dengra     | 800m (m)           | halve finale | serie 6: 1e in 2.01,2 halve finale 2: 7e              |
| Leopoldo Ledesma   | 800m (m)           | series       | serie 8: 4e                                           |
| Serafín Dengra     | 1500m (m)          | series       | serie 3: 5e                                           |
| Leopoldo Ledesma   | 1500m (m)          | series       | serie 4: 5e                                           |
| Valerio Vallania   | 110m horden (m)    | DSQ          | serie 1: gediskwalificeerd                            |
| Valerio Vallania   | hoogspringen (m)   | 19e          | kwalificatie: 1,77m                                   |
| Federico Kleger    | kogelslingeren (m) | 7e           | kwalificatie 1: 4e met 46,61m                         |

### Boksen
| Olympiër          | Discipline  | Resultaat | Prestatie |
| ----------------- | ----------- | --------- | --- |
| Eduardo Albe      | -50,8kg (m) | 9e        | 1e ronde: vrij 2e ronde: V van GBR Taylor: punten |
| Carmelo Robledo   | -53,5kg (m) | 5e        | 1e ronde: vrij 2e ronde: W van BEL Van Rumbecke: punten kwartfinale: V van IRL Traynor: punten                                                                                     |
| Víctor Peralta    | -57,2kg (m) | Zilver    | 1e ronde: vrij 2e ronde: W van NOR Olsen II: punten kwartfinale: W van FRA Boireau: punten halve finale: W van BEL Biquet: punten finale: V van NED van Klaveren: punten           |
| Pascual Bonfiglio | -61,2kg (m) | 5e        | 1e ronde: W van FIN Resko: punten 2e ronde: W van GER Dübbers: punten kwartfinale: V van USA Halaiko: punten                                                                       |
| Raúl Landini      | -66,7kg (m) | Zilver    | 1e ronde: W van USA Lown: punten 2e ronde: W van EST Palm: punten kwartfinale: W van NED Blommers: punten halve finale: W van CAN Smillie: punten finale: V van NZL Morgan: punten |
| Humberto Curi     | -72,6kg (m) | 5e        | 1e ronde: vrij 2e ronde: W van FRA Langlet: punten kwartfinale: V van GBR Mallin: punten                                                                                           |
| Víctor Avendaño   | -79,4kg (m) | Goud      | 1e ronde: W van CHI Ojeda: punten kwartfinale: W van CAN Corrick: punten halve finale: W van RSA McCorkindale: punten finale: W van GER Pistulla: punten                           |
| Arturo Rodríguez  | +79,4kg (m) | Goud      | 1e ronde: W van IRL Flanagan: knock-out kwartfinale: W van NED Olij: punten halve finale: W van DEN Michaelsen: punten finale: W van SWE Ramm: knock-out                           |

### Gewichtheffen
| Olympiër       | Discipline | Resultaat | Prestatie                                                                            |
| -------------- | ---------- | --------- | ------------------------------------------------------------------------------------ |
| Casimiro Vega  | -60kg (m)  | 21e       | press: 20e met 60 kg trekken: 20e met 67,5 kg stoten: 20e met 95 kg totaal: 222,5 kg |
| Alfredo Pianta | -75kg (m)  | 9e        | press: 19e met 75 kg trekken: 10e met 90 kg stoten: 6e met 120 kg totaal: 285 kg     |

### Paardensport
| Olympiër                                        | Discipline                 | Resultaat | Prestatie         |
| ----------------------------------------------- | -------------------------- | --------- | ----------------- |
| Raúl Antoli                                     | springconcours individueel | 40e       | 20 strafpunten    |
| Amabrio del Villar                              | springconcours individueel | 34e       | 12,25 strafpunten |
| Víctor Fernández                                | springconcours individueel | 42e       | 26 strafpunten    |
| Raúl Antoli Amabrio del Villar Víctor Fernández | springconcours team        | 12e       | 58,25 strafpunten |

### Roeien
| Olympiër | Discipline | Resultaat | Prestatie                                                                 |
| --- | ---------- | --------- | ------------------------------------------------------------------------- |
| Ernesto Black Pedro Brise Armin Meyer Lázaro Iturrieta Federico Probst Leonel Sutton Irving Bond Gustavo Lanusse | acht (m)   | 4e        | serie 6: 1e in 7.10,0 2e ronde: 2e in 6.53,4 herkansingen 2: 2e in 6.33,0 |

### Schermen
| Olympiër                                                                    | Discipline      | Resultaat | Prestatie |
| --------------------------------------------------------------------------- | --------------- | --------- | --- |
| Antonio Villamil                                                            | degen (m)       | 37e       | 1e ronde C: 7e V van EGY Cicurel: 0-1 W van POR Leal: 1-0 V van DEN Berthelsen: 0-1 V van NED Driebergen: 0-1 G van HUN: Rady: 0-0 V van SWE Dyrssen: 0-1 W van ESP Gonzalez: 1-0 W van NOR Heide: 1-0 W van USA Barnett: 1-0 |
| Oscar Martínez                                                              | degen (m)       | 32e       | 1e ronde D: 5e V van BEL Tom: 0-1 W van FRA Massard: 0-1 V van ROU Penescu: 0-1 W van DEN Ryefelt: 1-0 W van USA Milner: 1-0 W van Tsjechië Černohorský: 1-0 V van GRE Bembis: 0-1 V van NED de Jong: 0-1 W van NOR Lorentzen: 1-0 2de ronde A: 10de met 2 overwinningen                                                                                          |
| José Llauro                                                                 | degen (m)       | 52e       | 1e ronde E: 10e V van FRA Gaudin: 0-1 G van SUI Fitting: 0-0 V van BEL Delporte: 0-1 G van GER Fischer: 0-0 G van POR Paredes: 0-0 W van GBR Childs: 1-0 V van ROU Gheorghu: 0-1 V van EGY Adda: 0-1 V van GRE Ambet: 0-1 |
| Oscar Viñas                                                                 | floret (m)      | 21e       | 1e ronde D: 2e W van POR Herédia: 5-1 W van GBR Montgomerie: 5-4 V van ITA Pignotti: 1-5 V van BEL Pêcher: 4-5 W van SUI Albaret: 5-0 W van NED Kunze: 5-3 W van GRE Nikolopoulos: 5-3 halve finale C: V van FRA Gaudin: 0-5 V van ITA Gaudini: 1-5 V van BEL Bru: 0-5 V van GER Gazzera: 0-5 V van DEN Osiier: 1-5 V van AUT Ettinger: 3-5 W van USA Calnan: 5-3 |
| Roberto Larraz Raúl Anganuzzi Luis Lucchetti Héctor Lucchetti Carmelo Camet | floret team (m) | Brons     | 1e ronde B: 1e W van Noorwegen: 13-3 W van Spanje: 12-4 W van België: 10-6 2e ronde B: 1e W van Verenigde Staten: 8-8 (62-55) W van Nederland: 10-2 halve finale 2: 1e W van Hongarije: 11-5 finale: 3e V van Frankrijk: 7-9 halve finale: W van België: 11-5 V van Italië: 5-11                                                                                  |

### Voetbal
| Olympiër | Discipline | Resultaat | Prestatie |
| --- | ---------- | --------- | --- |
| Ludovico Bidoglio Ángel Bossio Saúl Calandra Alfredo Carricaberry Roberto Cherro Octavio Díaz Juan Evaristo Manuel Ferreira Enrique Gainzarain Alfredo Helman Segundo Luna Ángel Médici Luis Monti Pedro Ochoa Rodolfo Orlandini Raimundo Orsi Fernando Paternoster Feliciano Perducca Natalio Perinetti Domingo Tarasconi Luis Weihmuller Adolfo Zumelzú | mannen     | Zilver    | 1e ronde: W van Verenigde Staten: 11-2 kwartfinale: W van België: 6-3 halve finale: W van Egypte: 6-0 finale: V van Uruguay: 1-1, 1-2 |

### Waterpolo
| Olympiër | Discipline | Resultaat | Prestatie                       |
| --- | ---------- | --------- | ------------------------------- |
| Mario Bistoletti Ricardo Bustamante Carlos Castro Jorge Moreau Luciano Rovere S. Stipanicic Francisco Uranga César Vásquez | mannen     | 9e        | 1e ronde: V van Hongarije: 0-14 |

### Wielersport
| Olympiër                                    | Discipline               | Resultaat | Prestatie                                                                  |
| ------------------------------------------- | ------------------------ | --------- | -------------------------------------------------------------------------- |
| Cosme Saavedra                              | wegwedstrijd (m)         | 15e       | 5:13.19                                                                    |
| Francisco Bonvehi                           | wegwedstrijd (m)         | 20e       | 5:14.39                                                                    |
| José López                                  | wegwedstrijd (m)         | 15e       | 5:14.57                                                                    |
| Luis de Meyer                               | wegwedstrijd (m)         | 15e       | 5:28.48                                                                    |
| Cosme Saavedra Francisco Bonvehi José López | ploegen wegwedstrijd (m) | 8e        | 15:42.55                                                                   |
| Antonio Malvassi                            | sprint (m)               | 5e        | voorronde: 2e herkansingen 1: 1e herkansingen finale: 2e kwartfinale 3: 2e |
| Francisco Rodríguez                         | tijdrit (m)              | 8e        | 1.18,4                                                                     |

### Worstelen
| Olympiër         | Discipline                 | Resultaat | Prestatie                                                                       |
| ---------------- | -------------------------- | --------- | ------------------------------------------------------------------------------- |
| Eduardo Bosc     | -58kg Grieks-Romeins (m)   | 14e       | 1e ronde: V van SWE Lindelöf                                                    |
| Ricardo Rey      | -62kg Grieks-Romeins (m)   | 9e        | 1e ronde: W van SUI Bieri 2e ronde: V van GER Steinig 3e ronde: V van DEN Meyer |
| Alberto Barbieri | -67,5kg Grieks-Romeins (m) | 13e       | 1e ronde: V van FIN Westerlund 2e ronde: V van POL Blazyca                      |
| Antonio Walzer   | -75kg Grieks-Romeins (m)   | 9e        | 1e ronde: V van SUI Frei 2e ronde: vrij 3e ronde: V van FIN Kokkinen            |
| Jorge Briola     | +82,5kg Grieks-Romeins (m) | 11e       | 1e ronde: V van TUR Çoban 2e ronde: V van LAT Zvejnieks                         |

### Zeilen
| Olympiër                                                                | Discipline     | Resultaat | Prestatie                                   |
| ----------------------------------------------------------------------- | -------------- | --------- | ------------------------------------------- |
| Rafael Iglesias Miguel Bosch Pedro Dates Horacio Seeber Carlos Serantes | 8-meter klasse | 8e        | race 1: 5e race 2: 8e race 3: 4e race 4: 8e |

### Zwemmen
| Olympiër                                                       | Discipline            | Resultaat    | Prestatie                                                                    |
| -------------------------------------------------------------- | --------------------- | ------------ | ---------------------------------------------------------------------------- |
| Francisco Uranga                                               | 100m vrije slag (m)   | halve finale | serie 2: 2e in 1.05,6 halve finale 2: 4e                                     |
| Alberto Zorrilla                                               | 100m vrije slag (m)   | 7e           | serie 5: 1e in 1.01,8 halve finale 2: 2e in 1.01,6 finale: 7e in 1.01,6      |
| Alberto Zorrilla                                               | 400m vrije slag (m)   | Goud         | serie 6: 1e in 5.19,2 halve finale 1: 1e in 5.11,4 finale: 1e in 5.01,6 (OR) |
| Alberto Zorrilla                                               | 1500m vrije slag (m)  | 5de          | serie 4: 1e in 22.21,2 halve finale 1: 2e in 21.17,0 finale: 5e in 21.23,8   |
| Francisco Uranga Amilcar Álvarez Emilio Vives Alberto Zorrilla | 4x200m vrije slag (m) | halve finale | halve finale 1: 4e                                                           |

## Overzicht per sport
| Sport         | Deelnemers | Goud | Zilver | Brons | Totaal |
| ------------- | ---------- | ---- | ------ | ----- | ------ |
| Atletiek      | 7          |      |        |       | '      |
| Boksen        | 10         | 2    | 2      |       | 4      |
| Gewichtheffen | 3          |      |        |       | '      |
| Paardensport  | 4          |      |        |       | '      |
| Roeien        | 13         |      |        |       | '      |
| Schermen      | 9          |      |        | 1     | 1      |
| Voetbal       | 22         |      | 1      |       | 1      |
| Worstelen     | 6          |      |        |       | '      |
| Wielrennen    | 7          |      |        |       | '      |
| Zeilen        | 5          |      |        |       | '      |
| Zwemmen       | 11         | 1    |        |       | 1      |
| Totaal        | 97         | 3    | 3      | 1     | 7      |

## Galerij

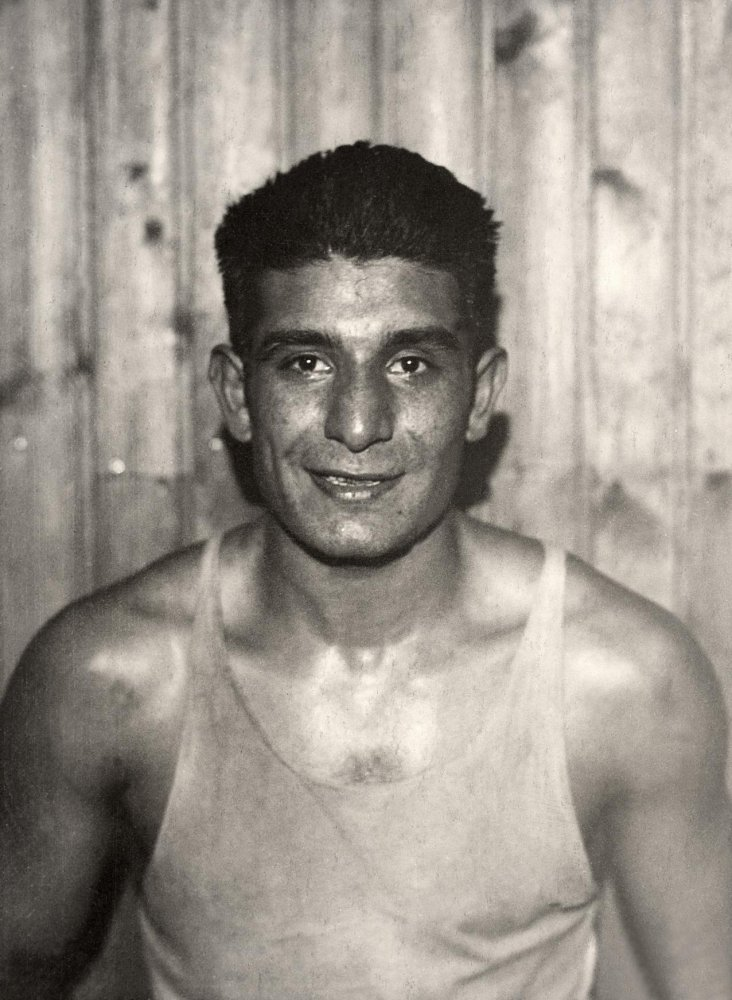
Victor Avendano, winnaar van het goud in het boksen, halfzwaargewicht.
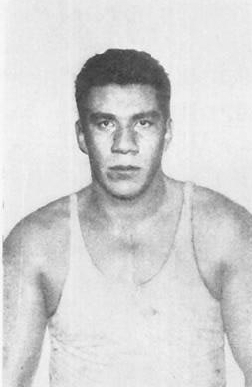
Arturo Rodríguez Jurado, winnaar van het goud in het boksen, zwaargewicht.
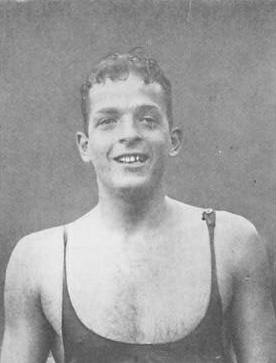
Alberto Zorrilla, winnaar van het goud in het zwemmen, 400 m vrije stijl.
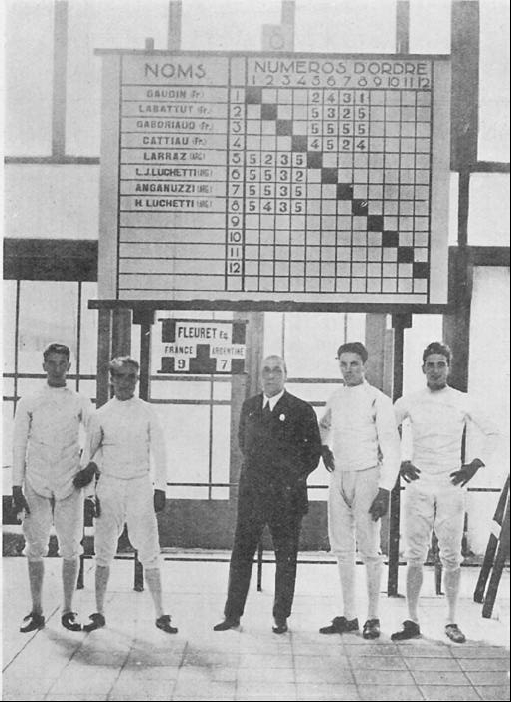
Het Argentijns floretteam, winnaar van het brons.

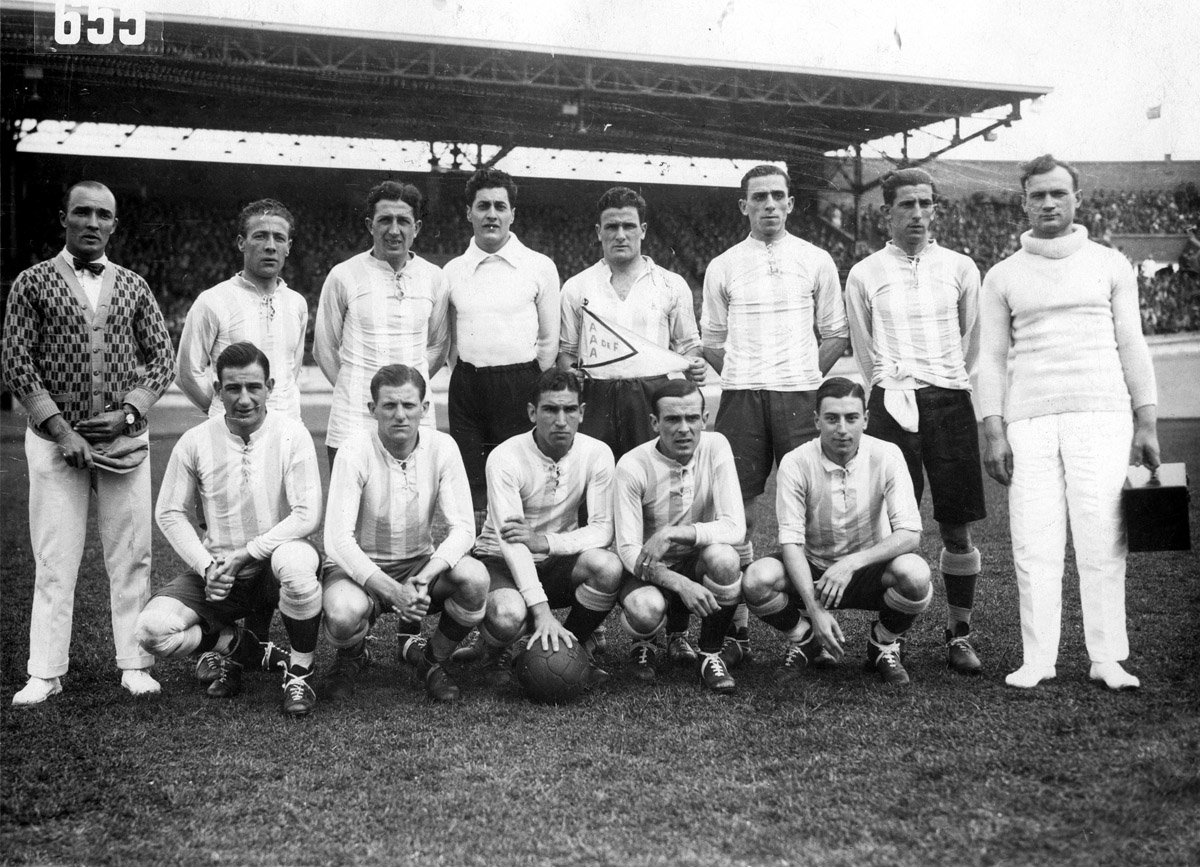
Het Argentijns voetbalelftal tijdens de Spelen, winnaar van het zilver.
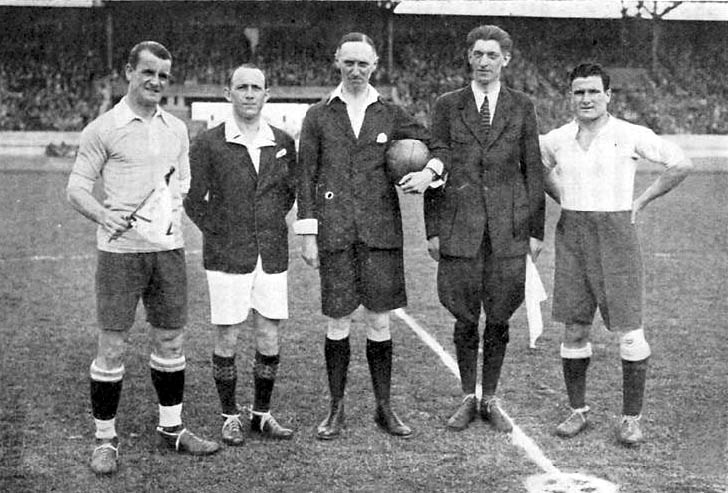
Vlak voor de aftrap van de Olympische voetbalfinale Uruguay - Argentinië. Argentinië nam deel aan de Olympische Zomerspelen 1928 in Amsterdam, Nederland. De Argentijnen haalden drie gouden medailles.

Argentinië · Australië · België · Brits-Indië · Bulgarije · Canada · Chili · Cuba · Denemarken · Duitsland · Egypte · Estland · Filipijnen · Finland · Frankrijk · Griekenland · Groot-Brittannië · Haïti · Hongarije · Ierland · Italië · Japan · Joegoslavië · Letland · Litouwen · Luxemburg · Malta · Mexico · Monaco · Nederland · Nieuw-Zeeland · Noorwegen · Oostenrijk · Panama · Polen · Portugal · Roemenië · Spanje · Tsjecho-Slowakije · Turkije · Uruguay · Verenigde Staten · Zuid-Afrika · Zuid-Rhodesië · Zweden · Zwitserland